# Údolí Káthmándú
Údolí Káthmándú či Káthmándské údolí (nepálsky काठमाडौं उपत्यका) je údolí ve tvaru pánve, které se nachází v nepálském Himálaji. Leží na křižovatce starověkých civilizací indického subkontinentu a širšího asijského kontinentu a nachází se zde nejméně 130 významných památek, včetně několika poutních míst hinduistů a buddhistů. V údolí se nachází sedm památek světového dědictví UNESCO.
Káthmándské údolí je nejrozvinutější a největší městskou aglomerací v Nepálu s přibližně 5 miliony obyvatel. Do městské aglomerace Káthmándského údolí patří města Káthmándú, Lalitpur (Pátan), Budhanilkantha, Tarakešvar, Gokarnešvar, Súrjabinaják, Tokha, Kirtipur, Madhjapur Thimi, Bhaktapúr,Čangunarajánatd. Většina úřadů a sídel se nachází v tomto údolí, které je tak hospodářským centrem Nepálu. Je vyhledáváno turisty pro svou jedinečnou architekturu a bohatou kulturu, která zahrnuje největší počet džátrů (festivalů) v Nepálu. Samotné údolí Káthmándú bylo britskými historiky označováno jako "Nepal Proper". Podle Světové banky bylo Káthmándské údolí jednou z nejrychleji rostoucích metropolitních oblastí v jižní Asii, do roku 2010 zde žilo 2,5 milionu obyvatel s roční mírou růstu 4 %.
V dubnu 2015 bylo Káthmándské údolí zasaženo zemětřesením, které si vyžádalo tisíce mrtvých a zničilo velkou část infrastruktury v celém Káthmándském údolí, které zahrnovala města Lalitpur, Kirtipur, Madhjapur Thimi,Čangunarajan,Bhaktapur. Káthmándú je také největším městem v himálajské horské oblasti.

## Geografie

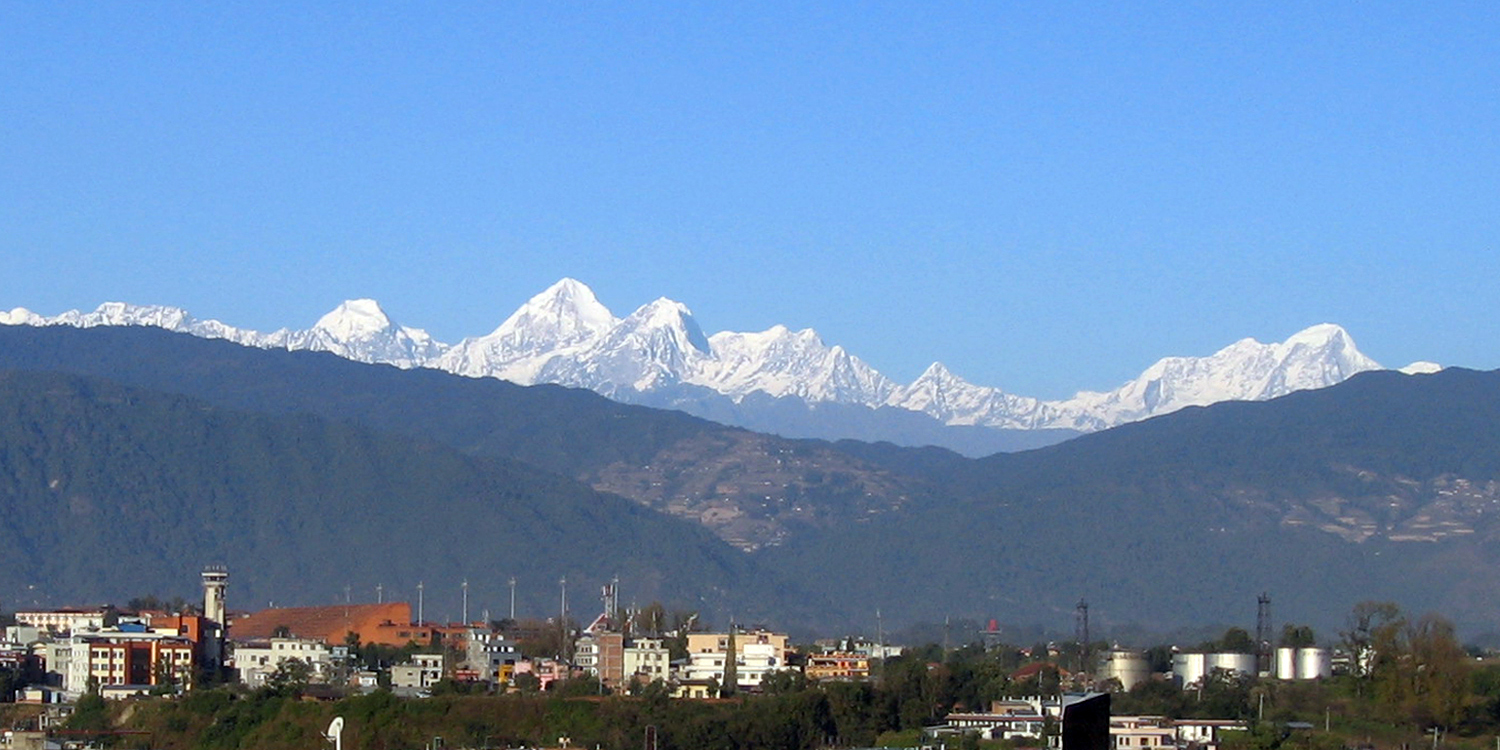
Pohled na hory z údolí Káthmándú

Káthmándské údolí má tvar misky. Je pozůstatkem horského jezera, z nějž téměř před 10 000 lety vytekla voda jižní soutěskou Čóbar. Geologové se domnívají, že odtok byl způsoben zemětřesením. Jeho střední dolní část se nachází v nadmořské výšce 1425 metrů. Káthmándské údolí je obklopeno čtyřmi horskými pásmy: Šivapuri (2 732 m n. m.), Phulchovki (2 695 m n. m.), Nagarjun (2 095 m n. m.) a Chandragiri (2 551 m n. m.). Hlavní řekou protékající údolím Káthmándú je řeka Bágmatí. Údolí se skládá z okresů Káthmándú, Lalitpur a Bhaktapúr o celkové rozloze 570 km2. Údolí se skládá z městských celků Káthmándú, Pátan, Bhaktapúr, Kirtipúr a Madhjapur Thimi; zbývající území tvoří řada obcí a venkovských obcí (v okrese Lalitpur). Údolí je kulturním a politickým centrem Nepálu. Káthmándské údolí získalo v roce 1979 status světového dědictví UNESCO.

## Historie

### Nejstarší historie

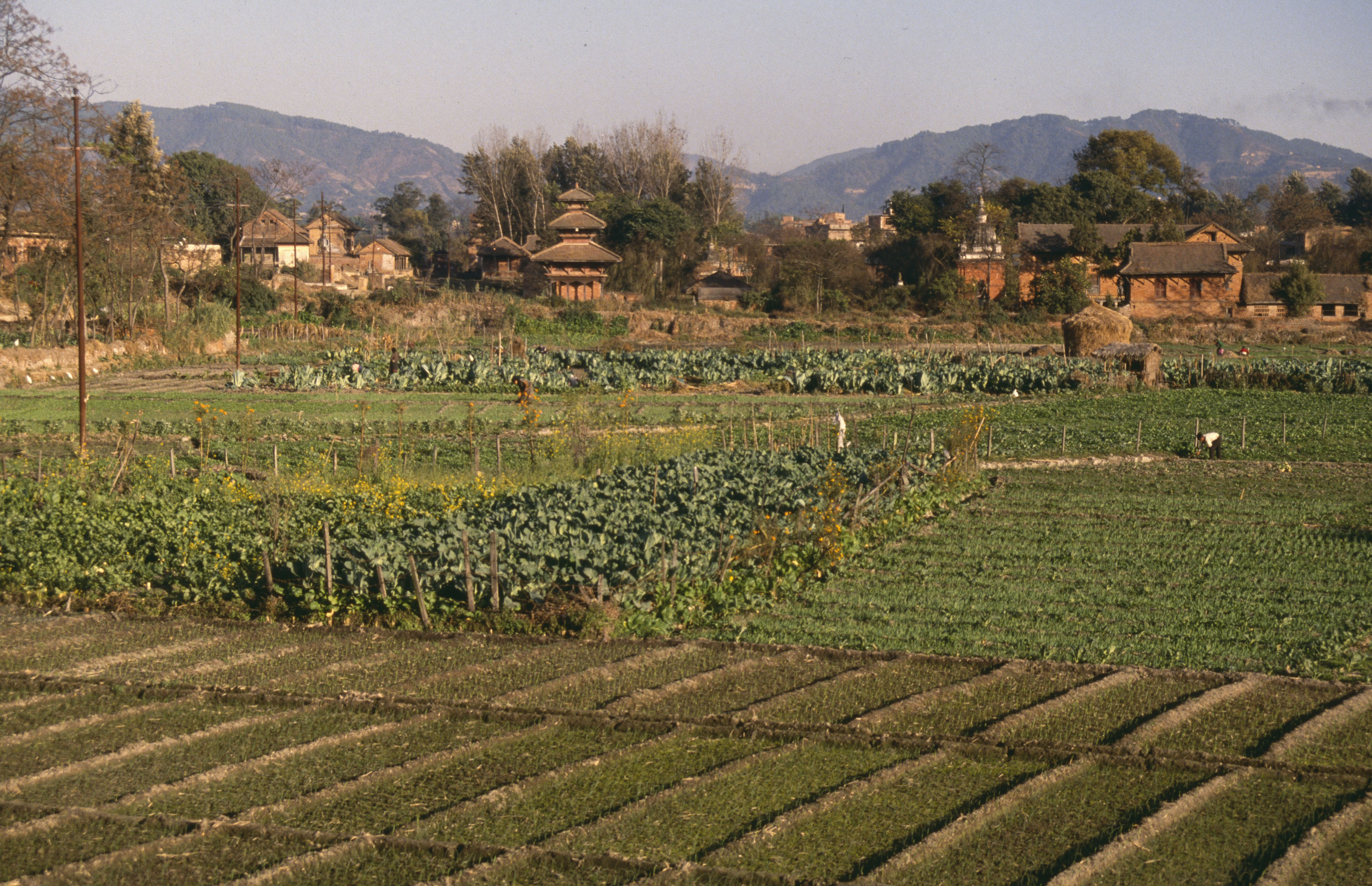
Pohled na údolí

Káthmándská kotlina je nejstarší osídlená oblast v Nepálu. Obydlená je již po staletí, první zmínky sahají až do období neolitu, kdy kotlina byla již úrodná. Archeologické nálezy potvrdily, že v těchto dobách v Káthmándské kotlině existovala nejvyspělejší civilizace himálajského regionu. Bylo zde rozvinuto jak zemědělství tak městská kultura. Objeveny byly hlavně nástroje k obdělávání půdy jako jsou například pluhy a rýče.
Choval se převážně skot a buvoli, přičemž tato zvířata lidé nevyužívali k orbě ani jako zápřahů dvoukolových kár. Na vysoké úrovni byla také řemesla, obyvatelé vynikali ve zpracování kovů, tkalcovství (vlněné pokrývky), dřevořezbě a hrnčířství. Z tmavé hlíny se na hrnčířském kruhu vyráběla zdobená keramika, hlína byla také vhodná pro vypalování trvanlivých cihel. Ty se staly osvědčeným stavebním materiálem (mimo dřevo či kámen).

### Prvotní duchovní svět
Je známo, že nejstarší obyvatelé údolí již před počátkem našeho letopočtu uctívali indická božstva (Višnu, Šivu a některá ženská božstva). Ale stopy vlastních náboženských kultů a představ jsou dodnes patrné v nepálském buddhismu a hinduismu. Šlo hlavně o obřady, které měly zaručit úrodnou půdu a ochranu sklizně před silami přírody. Ty si lidé představovali buď jako hodné duchy nebo zlé démony, kterým vypravovali náboženské obětní či usmiřující obřady (oběti byly pravděpodobně i lidské). Obyvatelé této kotliny vedli také dlouhé pohřební rituály spojené s kremací. Chtěli zabránit převtělení zemřelého do podoby zlého ducha, který by pak dlouho sužoval okolí. Také dbali na to, aby lidé umírali pokud možno uvnitř domů.

### Lidé, jejich víra a vznik prvotních států

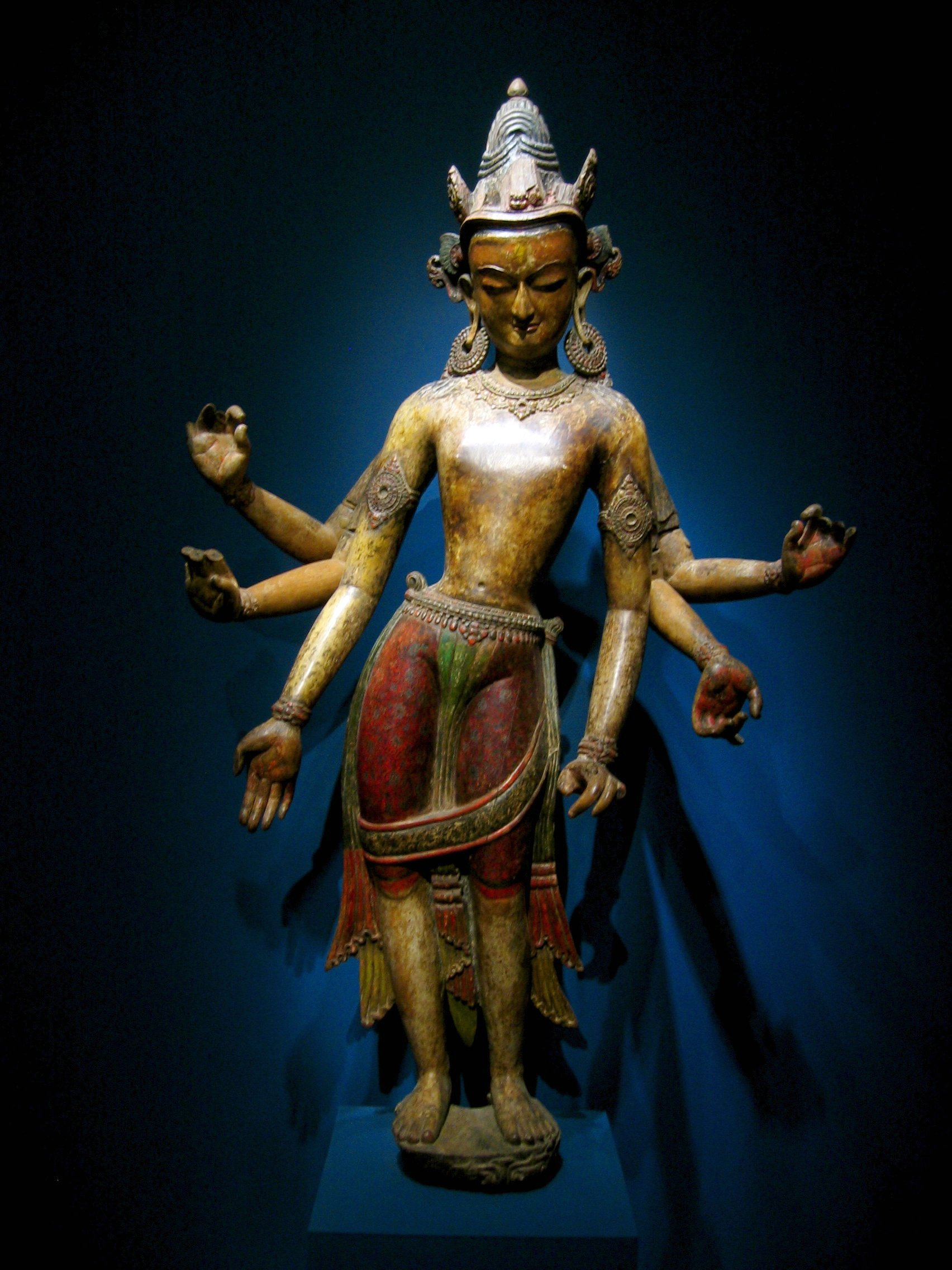
Bódhisattva Avalókitéšvara, 14. století, dynastie Malla

Obyvatelé Káthmándského údolí jsou odedávna označováni jako Névárci, a také jsou jeho nejvýznamnější složkou. Dodnes jsou příkladem symbiózy dvou hlavních státních náboženství, a to buddhismu a hinduismu.
Kolem roku 600 př. n. l. se do oblasti Káthmándú dostávají Kirátové. Jsou označováni jako lesní barbaři, oblečení do zvířecích kůží, živící se lovem a sběrem lesních plodů a kořínků. Utvořili zde první státní útvar, k jehož tradici se dodnes hlásí nejstarší etnické skupiny himálajského regionu. Stát hospodářsky prosperoval a udržoval styky s Indií. Pod indickým vlivem se rozvíjela i jeho kultura. A když se kolem roku 560 př. n. l. v himálajském Lumbiní narodil Gautama Buddha, většina obyvatel Káthmándské kotliny se již hlásila k buddhismu.
V 1. a 2. století n. l. do Nepálu přišly kmeny Liččhaviů. Jejich příchod do Káthmándské kotliny přispěl k postupnému rozpadu kmenového zřízení, jež uvolnilo místo kastovnímu systému. Prvním králem byl Džajadéva I., dalším Mánadéva I.. Po Mánadévově smrti se setkáváme s dvojvládím, kdy vládne panovník a ministři s velmoži.
Za jednu z nejvýznamnějších osobností dějin je považován Anšuvarman, který znovu nastolil oblasti řád. Také nedovolil, aby byla potlačována jakákoli náboženská víra. Nezanechal syna, a tak po jeho smrti nastoupil Džišnugupta. Veškerá moc byla v rukou regentů a o trůn se bojovalo jednou bratrovraždou za druhou. Dokázané je také vtrhnutí uchazeče o královskou korunu z Tibetu, pak následné okupování Káthmándské kotliny
a pak znovuusazení Liččhavských vládců. Obnovení Liččhavské dynastie přineslo království všestranný prospěch. Obnovily se stavby zavodňovacích zařízení, po obchodních cestách znovu putovaly karavany plné zboží a bohatly buddhistické kláštery. Vláda Liččhaviů trvala snad do roku 877 n. l.
Pro období dalších 250 let nejsou dochovány žádné historické prameny. Dalšími vládci této oblasti se stali Thákurové a Mallové. Zdá se, že éra Thákurů nebyla nijak pro rozvoj oblasti přínosná. Panovníci byli slabí, vykupovali podporu velmožů a obyvatelstvo (zejména v okrajových oblastech kotliny) se dávalo pod vládu panovníků sousedských indických států. Koncem 12. století existovaly v Káthmándském údolí tři státní útvary se sídelními městy v Pátanu, Káthmándú a Bhaktapúru. Vládci těchto států, a byli to snad bratři, mezi sebou vedli neustálé války.
To vedlo k tomu, že se vlády ujali Mallové. Ti se snažili do Nepálu proniknout již za vlády Liččhaviů. Ale ani jejich vláda nebyla nejšťastnější. Zem tehdy sužovaly četné přírodní katastrofy, cizí vpády i vnitřní nepokoje. V kronikách se lze dočíst o pravidelně se opakujících hladomorech a zemětřeseních. Roku 1255, v důsledku zemětřesení, zahynul jak panovník, tak třetina obyvatelstva. Následují boje o moc.
Boje mezi sebou sváděli vládci z Pátanu a Bhaktapúru, oblast čelila i nájezdům zvenčí. Koncem 13. století a počátkem 14. století sem několikrát vpadly oddíly khaských rádžů. V polovině 14. století dochází k útoku muslimů z Bengálska, což prakticky vedlo ke srovnání Káthmándského osídlení se zemí. Dále je země sužována nekonečnými válkami, a tak lákavou kořistí pro dobyvatele. Toho v 18. století využili bojovní a cílevědomí Ghurkové. Společnost je stále rozdělena na kasty, teprve v roce 1990 musel dosud absolutistický panovník pod tlakem nepokojů připustit demokratičtější systém více stran. A tak se tedy až tohoto roku konaly 1. volby.

## Kultura, umění

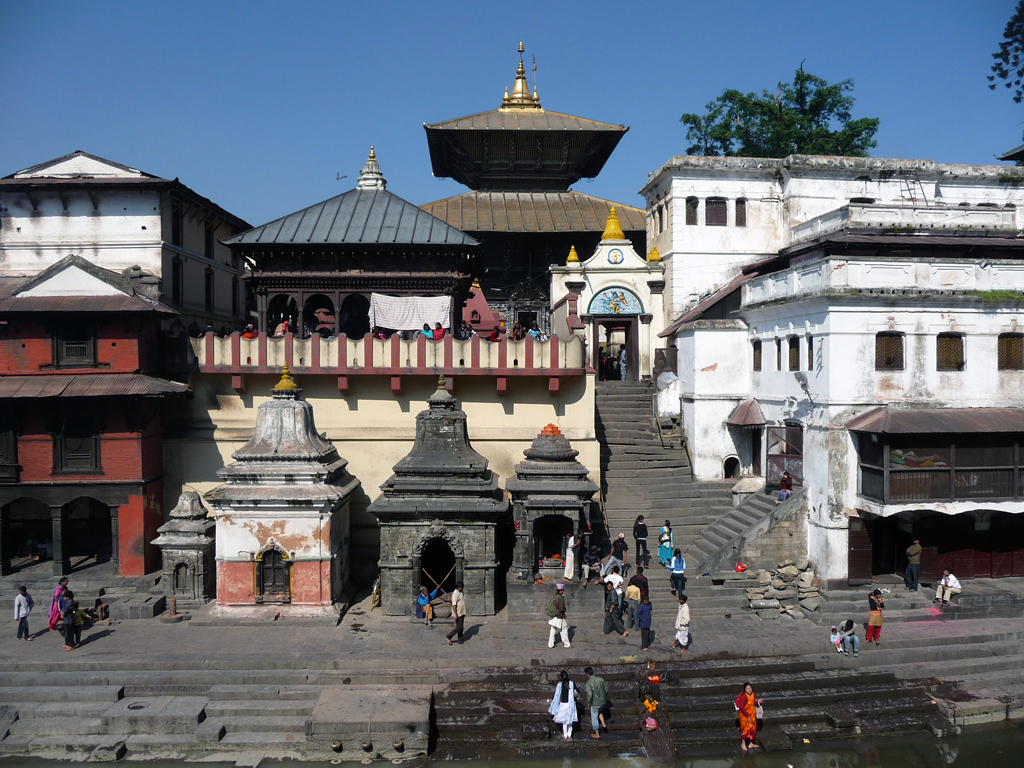
Pašupatináth

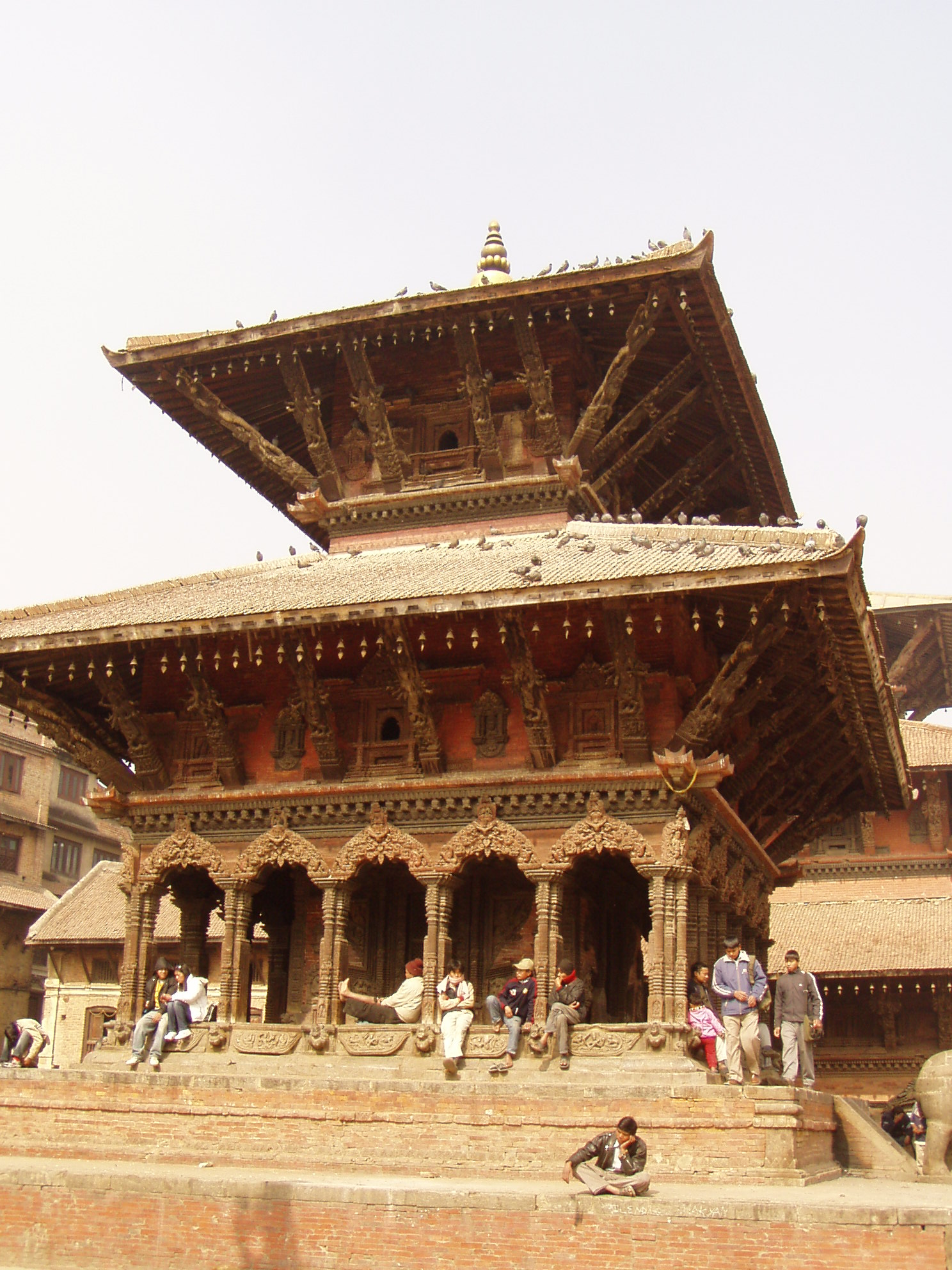
Hinduistický chrám

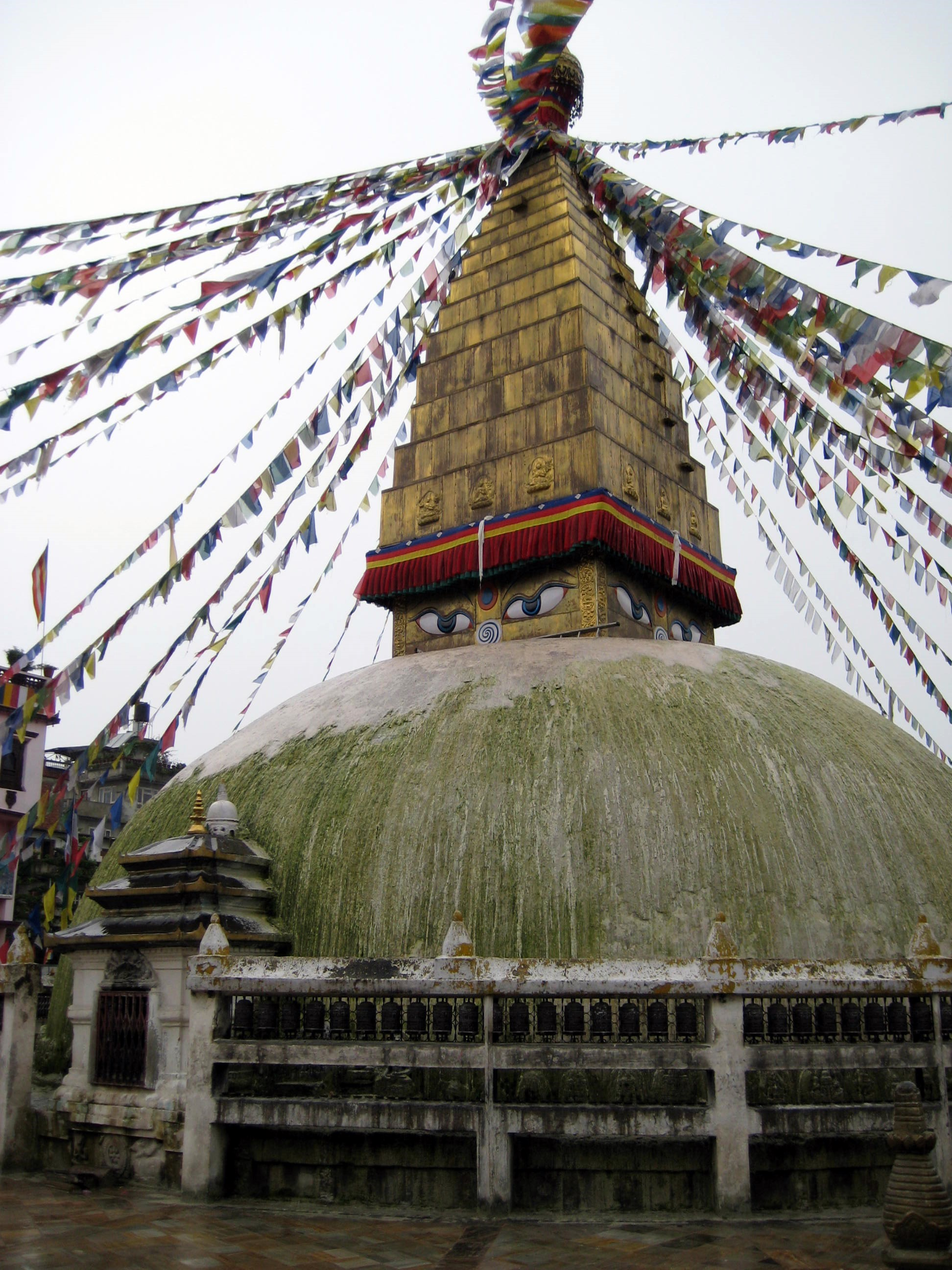
Jedna z Káthmándských stúp Svajambhúnáth

V údolí Káthmándú se nachází celosvětově proslulých 7 skupin památek, staveb a zahrad, které jsou ukázkou nepálské architektury. Za vlády Liččhaviů byly rozkazy vydávány ze tří paláců – Managrha, Kailásakutabhavana a Bhadrádivásabhavana. Managrha by snad měl být dnešním Mangalbázár v Pátanu, ale není to jisté. Čínské prameny z období krále Naréndradévy se zmiňují o Kailásakutabhavana jako o velkolepé mnohaposchoďové stavbě, ve které mohli být tisíce lidí. V rozích nádvoří byly čtyři pavilony, které chránily krásné skulptury zdobené perlami a drahými kameny. Trůn měl podobu lva, byl zdoben též perlami, klenoty z křišťálu a perleti, korálů a jantaru. Doloženo je také, že král měl na sobě náušnice ze zlata a jadeitu. Středem sálu se táhl koberec z květin. Palác měl zřejmě i vodárnu, ta byla sedmiposchoďová, měla měděnou střechu a stála uprostřed dvora. Zdobily ji balustrády, sloupy a chodby pokryté mozaikou z drahokamů. U základů věže se z hrdel zlatých lvů chrlila voda. Dále
je zmíněn zlatý krokodýl, z jehož chřtánu se valil vodotrysk.
- Dále se na území Káthmándské kotliny stavěly chrámy zasvěcené nejrůznějším bohům. Jednou z nejslavnějších buddhistických staveb je Svajambhúnáth. Na jeho čtyřech štíhlých věžích jsou namalovány Buddhovy věčně bdící oči. Je známý také jako opičí chrám (díky množství opic v okolí). Leží tři kilometry od města a tyčí se 77 metrů nad údolím.
- Chrámem na posvátné řece Bágmátí je chrám Pašupatináth, který je nejsvětějším místem hinduistů. Má dvojitou zlatou střechu, před chrámem je královské kremační místo. Jedná se o centrum každoroční náboženské pouti.
- Střediskem tibetského buddhismu je Boudhanáth, gigantická středověká stúpa – jedna z největších na světě. Má osmiúhelníkovou základnu s modlitebními koly.
- Mistrovským dílem ze 7. století je Budhanilkantha, obrovská socha Višny, pokládajícího se na hadí lože. Nachází se 8 km severně od Káthmándú, uprostřed malé vodní nádrže s vodotryskem.
- Dakshinkali – chrám Hindu Goddess a významné putní místo Hindů. Návštěvníci navštěvují chrám kvůli modlitbám, ale obětují zde i zvířata ve jménu bohyně. Leží uprostřed lesa, 16 km od města.
- Malým historickým městem, 8 km od Káthmándú, je Kirtipur. Leží na vrcholu kopce a je zde k vidění mnoho památek. Např.: staré svatyně a chrámy, staré domy a obyvatele v tradičním oblečení dodržující tradiční zvyky.
- Changunavajan je chrám ve stylu pagody, jenž je považován za jedno z největších uměleckých dědictví 5. století. Leží na konci údolí.
- Hlavním městem Nepálu a centrem údolí je dnes Káthmándú, které tvoří tři kdysi samostatné státy (Pátan, Káthmándú a Bhaktapúr). Jejich jedinečné bohatství spočívá v množství paláců a chrámů. Centrem každého z těchto měst je Dárbárské náměstí se sochou krále na vysokém sloupu. Kolem náměstí stojí stavby, chrámy a pagody s velkolepým zlacením a bohatou filigránskou dřevořezbou na dveřích, oknech a balkonech.
- Dalšími význačnými stavbami jsou: Šivův chrám v bývalém hlavním městě Pátanu, který střeží dva kamenní sloni, Krišnův chrám, chrám boha Šivy v Káthmándú, pětistupňová pagoda Najatapóla v Bhaktapuru, která je nejvyšším chrámem v Nepálu a dále například královský palác, chrám a četné pagody v Káthmándú ze 17. století.
- Tradičním uměním je zde řezbářství a sochařství, které se až do 7. století rozvíjelo zcela pod vlivem výtvarných škol indického ,,Zlatého věku,,. Odlišnost se začala projevovat až později. Dochovaly se nám kamenné sochy, reliéfy a bronzové a terakotové figurky světského charakteru. Tyto sošky nám posloužily jako významný zdroj informací, co se týče tradičního oblékání. Podle všeho se obyvatelé oblékali do jediného kusu látky volně ovinutého kolem těla, neboť šité šaty v této oblasti neznali. Na mužských figurkách rozeznáme kalhoty, ženský oděv zakrývá horní části těla, kde zřetelně vynikají masivní diadémy, náušnice a náhrdelníky.
- Liččhaviové stavěli elegantní votivní sloupy, jejichž hlavice zdobí Višnovy či Šivovy symboly. V 7. století se patrně pod vlivem bráhmanských kultů začalo objevovat i antropomorfní zobrazení Buddhy jako Šákjamuniho. Nejstarší dochovanou sochařskou památkou je kamenné lingam (před 5. stoletím), které se nachází v chrámu Pašupatináth.

K nejkrásnějším výtvarným dílům patří však řezbářské umění. Dřevořezby jsou víceméně ze sálového dřeva a zdobí paláce, chrámy, okenice, okenní rámy a tórany (půlkruhové portály nad vstupními dveřmi. Na střešních trámech lze spatřit kopulující páry, které mají vylekat panenskou bohyni přibližující se k zemi v podobě blesku.